# Grodziczno (Varmia-Masuria)
 Grodziczno  è un villaggio facente parte dei comuni rurali polacchi nel distretto di Nowe Miasto Lubawskie, nel voivodato della Varmia-Masuria. Da una riforma amministrativa nel 1999, Grodziczno è uno dei frazioni rurali e il capoluogo del gmina Grodziczno ai sensi del diritto amministrativo polacco.

## Geografia fisica
Grodziczno è un villaggio rurale nella pianura della Terra di Chełmno. La frazione geografica si trova 17,4 km a nord di Lidzbark e 10 km a sud di Lubawa. Grodziczno dista circa 8 km da Mroczno. La capitale del distretto Nowe Miasto Lubawskie si trova a 11,6 km a ovest. I villaggi più vicini sono Nowe Grodziczno (1,4 km) e Montowo (1,4 km). Le grandi città più vicine sono Olsztyn a est e Toruń a ovest.

## Storia
La prima menzione del luogo risale al 1338. Probabilmente fu il primo insediamento fondato in questa parte della Terra Lubawa dai Cavalieri Teutonici. Il nome del paese compare per la prima volta in documenti come Lichtenheyde, anche Grodden. Dopo il 1466 Grodziczno divenne proprietà della nobiltà. Dal 1815 al 1920 Grodziczno appartenne al circondario di Neumark (Prussia Occidentale).
Dopo l'entrata in vigore del trattato di Versailles il 10 gennaio 1920, il distretto di Neumark divenne parte della Repubblica di Polonia. Grodziczno fu dichiarato gmina (comune) indipendente e assegnato al powiat Lubawa. Alla fine della seconda guerra mondiale (1939-1945) l'area passò alla Repubblica Popolare di Polonia. Nel 1955, il powiat Lubawa fu trasformato nel Powiat Nowomiejski. Grodziczno fa parte della Terza Repubblica Polacca dal 1989. Dopo la riforma municipale del 1999, Grodziczno continua ad appartenere a gmina Grodziczno.

## Monumenti e luoghi d'interesse

### Chiesa gotica di Santo Pietro e Paolo
La storia della chiesa risale al XIV secolo. La città di Grodziczno è menzionata nelle fonti, informando che la costruzione della chiesa iniziò nel 1340. Il tempio gotico in mattoni fu consacrato dal vescovo di Chełmno nel 1400. Durante le guerre teutonico-polacche nel XV secolo, la chiesa venne gravemente danneggiata. Fu ricostruita nuovamente nel 1500. L'interno del tempio risale principalmente al XVII e XVIII secolo. Nel 1739 l'intero tempio fu ristrutturato e arredato in stile barocco. A cavallo tra il XIX e il XX secolo furono costruiti l'organo, il pulpito, i confessionali, il fonte battesimale, la Via Crucis e le vetrate policrome, mentre il pavimento in legno fu sostituito con lastre di cemento. L'elemento più interessante è l'altare maggiore del 1740 circa con un dipinto della Madonna col Bambino della metà del XVII secolo. La chiesa parrocchiale è stata ampiamente ristrutturata dal 1994 al 2001.

## Infrastrutture e trasporti
- Grodziczno non ha una propria stazione ferroviaria. Tuttavia, la stazione ferroviaria più vicina è nella vicina Montowo.[9]
- L'aeroporto più vicino è l'aeroporto della Masuria di Szczytno-Szymany.